# Етимологічний словник слов'янських мов
Етимологі́чний словни́к слов'я́нських мов, ЕССМ (рос. Этимологи́ческий слова́рь славя́нских языко́в. Праславя́нский лекси́ческий фонд, ЭССЯ) — етимологічний словник відтворюваних праслов'янських слів, що виходить друком із 1974-го й дотепер.

## Історія
Цей словник замислювали в 1950-і роки через незадоволеність того часу слов'янськими етимологічним словниками. З 1961 року почали готуватися до словника під керівництвом О. М. Трубачова при Інституті російської мови АН СРСР. 1963 року світ побачив пробний випуск словника, а з 1974 року почався інтенсивний випуск словника по томах. Наприпочатку й донині словник випускають при Відділі етимології і ономастики Інституту російської мови ім. В. В. Виноградова РАН. До 2021 року було видано 42 випуска.
Головним (відповідальним) редактором випусків словник з 1974 по 2002 рів був О. М. Трубачов, а з 2002 року ним став А. Ф. Журавльов, з 2016 року словник виходить під спільною редакцією А. Ф. Журавльова й Ж. Ж. Варбот.
2002—2005 року вийшли 29-32 випуски, підготовлені ще за життя О. М. Трубачова, із яких два останні були під керівництвом і А. Ф. Журавльова. Окрім них, складали словник за весь час також В. А. Меркулова (праслов'янська лексика російської, української та білоруської мови), Ж. Ж. Варбот (праслов'янська лексика чеської й словацької мови), Л. А. Гіндін (праслов'янська лексика старослов'янської, болгарської й македонської мови), Г. Ф. Одинцов (праслов'янська лексика старослов'янської, болгарської й македонської мови, старопольський і польський діялектний матеріял), Е. С. Павлова (праслов'янська лексика старослов'янської та польської мови), Л. В. Куркіна (праслов'янська лексика словенскої, болгарської й македонської мови), І. П. Петлєва (праслов'янська лексика сербохорватської мови), Т. В. Горячова (праслов'янська лексика кашубської й словінської мови, російської, української та білоруської мови, поповнювала етимологічну картотеку), В. Михайлович (серб. Велимир Міхајловіћ) (матеріяли по сербохорватській діялектній лексиці), О. М. Младенова (болг. Олга Младенова) (болгарський діялектний матеріял), А. А. Калашніков (праслов'янська лексика польської, верхньолужицької, нижньолужицької й полабської мови), Т. В. Невська (праслов'янська лексика російської та білоруської мови), А. К. Шапошников (праслов'янська лексика української мови), І. В. Федотова (праслов'янська лексика польської мови), Т. В. Шалаєва (авторська робота над текстом статей).
Рецензентами словника в різний час були О. С. Мельничук, В. М. Топоров, В. В. Мартинов, О. Б. Ткаченко, А. Ф. Журавльов, І. Г. Добродомов, С. М. Толстая та В. Б. Силіна.

## Словник
В усіх випусках словника на кожне відтворюване праслов'янське слово дано походження й історію етимологічних досліджень. Деякі статті є маленькі монографії. Наведено рефлекси в усіх слов'янських мовах, а також споріднені в інших індоєвропейських мовах. Праслов'янського наголосу й акцентної парадигми, а також складників праслов'янської морфології (афіксів, флективних суфіксів) НЕ відтворено. Автори словникових статей використали понад 2100 часописів і книг. Лексичний обсяг словника за попередніми оцінками повинен скласти до 20 тисяч слів.

## Перелік випусків
| Випуск | Словарні статті (перша — остання)                       | Статей у випуску | Сторінки | Тираж | Рік  | ЕСКК                                                                        | ISBN                   | УДК             | ББК             |
| ------ | ------------------------------------------------------- | ---------------- | -------- | ----- | ---- | --------------------------------------------------------------------------- | ---------------------- | --------------- | --------------- |
| [0]    | [проспект]                                              | Н/Д              | 94       | Н/Д   | 1963 | Н/Д                                                                         |                        |                 |                 |
| 1      | *a — *besědьlivъ                                        | 466              | 214      | 6500  | 1974 | Э {\displaystyle {\cfrac {70105-150}{042(02)-74}}352-74}                    |                        |                 |                 |
| 2      | *bez — *bratrъ                                          | 624              | 238      | 6500  | 1975 | Э {\displaystyle {\cfrac {70105-148}{042(02)-75}}374-75}                    |                        |                 |                 |
| 3      | *bratrьcь — *cьrky                                      | 583              | 199      | 6600  | 1976 | Э {\displaystyle {\cfrac {70105-055}{042(02)-76}}374-76}                    |                        |                 |                 |
| 4      | *čaběniti — *děľa                                       | 565              | 235      | 6550  | 1977 | Э {\displaystyle {\cfrac {70105-154}{42(02)-77}}398-77}                     |                        |                 |                 |
| 5      | *dělo — *dьržьlь                                        | 588              | 232      | 6000  | 1978 | Э {\displaystyle {\cfrac {70105-137}{042(02)-78}}474-78}                    |                        |                 |                 |
| 6      | *e — *golva                                             | 526              | 222      | 5550  | 1979 | Э {\displaystyle {\cfrac {70105-135}{042(02)-79}}565--79.4602020000}        |                        |                 |                 |
| 7      | *golvačь — *gyžati                                      | 485              | 224      | 5200  | 1980 | Э {\displaystyle {\cfrac {70105-044}{042(02)-80}}521-80.4602020000}         |                        |                 |                 |
| 8      | *xa — *jьvьlga                                          | 560              | 252      | 5250  | 1981 | Э {\displaystyle {\cfrac {70105-158}{042(02)-81}}455-81.4602020000}         |                        |                 |                 |
| 9      | *jьz — *klenьje                                         | 494              | 197      | 5350  | 1983 | Э {\displaystyle {\cfrac {4602020000-030}{042(02)-83}}494-82}, кн. 1.       |                        |                 |                 |
| 10     | *klepačь — *konь                                        | 350              | 198      | 4450  | 1983 | Э {\displaystyle {\cfrac {4602020000-417}{042(02)-83}}357-83-IV}            |                        |                 |                 |
| 11     | *konьcь — *kotьna(ja)                                   | 336              | 220      | 4150  | 1984 | Э {\displaystyle {\cfrac {4602020000-399}{042(02)-84}}333-84-II}            |                        |                 |                 |
| 12     | *koulъkъ — *kroma/*kromъ                                | 389              | 186      | 4300  | 1985 | Э {\displaystyle {\cfrac {4602020000-200}{042(02)-85}}347-85-II}            |                        |                 |                 |
| 13     | *kroměžirъ — *kyžiti                                    | 730              | 285      | 4650  | 1987 | Э {\displaystyle {\cfrac {4602020000-060}{042(02)-87}}296-86-IV}            |                        |                 |                 |
| 14     | *labati — *lěteplъjь                                    | 599              | 272      | 5300  | 1987 | Э {\displaystyle {\cfrac {4602020000-214}{042(02)-87}}356-87-III}           |                        |                 |                 |
| 15     | *lětina — *lokačь                                       | 641              | 263      | 4800  | 1988 | Э {\displaystyle {\cfrac {4602020000-377}{042(02)-88}}354-88-II}            | ISBN 5-02-010862-6     |                 | ББК 81-4 Э 90   |
| 16     | *lokadlo — *lъživьcь                                    | 623              | 264      | 3100  | 1990 | Э {\displaystyle {\cfrac {4602020000-227}{042(02)-90}}428-89}, кн. 1        | ISBN 5-02-010920-7     |                 | ББК 81 Э90      |
| 17     | *lъžь — *matješьnъjь                                    | 569              | 269      | 3250  | 1990 | Э {\displaystyle {\cfrac {4602020000-312}{042(02)-90}}689-90} II півріччя   | ISBN 5-02-010995-9     |                 | ББК 81-4 Э 90   |
| 18     | *matoga — *mękyšьka                                     | 559              | 255      | 2500  | 1993 | Э {\displaystyle {\cfrac {4602030000-084}{042(02)-93}}592-91}— II півріччя  | ISBN 5-02-011039-6     |                 | ББК 81-4 Э 90   |
| 19     | *męs⁽'⁾arь — *morzakъ                                   | 578              | 255      | 1535  | 1992 | Э {\displaystyle {\cfrac {4602030000-085}{042(02)-92}}665-92}, I півріччя   | ISBN 5-02-011121-X     |                 | ББК 81-4 Э 90   |
| 20     | *morzatъjь — *mъrsknǫti                                 | 572              | 256      | 3000  | 1994 | Э {\displaystyle {\cfrac {4602030000-167}{042(02)-93}}459-93}, II півріччя  | ISBN 5-02-011145-7     |                 | ББК 81-4 Э 90   |
| 21     | *mъrskovatъjь — *nadějьnъjь                             | 679              | 236      | 3000  | 1994 | Э {\displaystyle {\cfrac {4602030000-281}{042(02)-94}}408}, I півріччя 1994 | ISBN 5-02-011172-4     |                 | ББК 81-4 Э 90   |
| 22     | *naděliti — *narodъ                                     | 725              | 255      | 3000  | 1995 | Э {\displaystyle {\cfrac {4602030000-124}{042(02)-95}}190-95}, I півріччя   | ISBN 5-02-011252-6     |                 | ББК 81-4 Э 90   |
| 23     | *narodьnъjь — *navijakъ                                 | 507              | 239      | 3000  | 1996 | Э {\displaystyle {\cfrac {4602030000-150}{042(02)-96}}189-96}, I півріччя   | ISBN 5-02-011214-3     |                 | ББК 81-4 Э 90   |
| 24     | *navijati (sę)/*navivati (sę) — *nerodimъ(jь)           | 628              | 234      | 2000  | 1997 |                                                                             | ISBN 5-02-011206-2     | УДК 800/801     | ББК 81-4 Э 90   |
| 25     | *neroditi — *novotьnъ(jь)                               | 615              | 238      | 2000  | 1999 |                                                                             | ISBN 5-02-011672-6     | УДК 800/801     | ББК 81-4 Э 90   |
| 26     | *novoukъ(jь) — *obgorditi                               | 587              | 237      | 1000  | 1999 |                                                                             | ISBN 5-02-011590-8     | УДК 800/801     | ББК 81.2-3 Э-90 |
| 27     | *obgordja/*obgordjь — *oblězati                         | 602              | 247      | 1500  | 2000 |                                                                             | ISBN 5-02-011793-5     | УДК 800/801     | ББК 81.2-3 Э-90 |
| 28     | *oblězti — *obpovědanьje                                | 694              | 266      | 1500  | 2001 |                                                                             | ISBN 5-02-022627-0     | УДК 800/801     | ББК 81.2-3 Э-90 |
| 29     | *obpovědati — *obsojьnica                               | 562              | 266      | 1360  | 2002 |                                                                             | ISBN 5-02-011208-7     | УДК 800/801     | ББК 81.2-3 Э90  |
| 30     | *obsojьnikъ — *obvedьnъjь                               | 825              | 269      | 1360  | 2003 |                                                                             | ISBN 5-02-006386-X     | УДК 800/801     | ББК 81.2-3 Э90  |
| 31     | *obvelčenьje — *obžьniviny                              | 503              | 258      | 1450  | 2005 |                                                                             | ISBN 5-02-033251-8     | УДК 811.16(038) | ББК 81.2-4 Э90  |
| 32     | *obžьnъ — *orzbotati                                    | 519              | 261      | 1650  | 2005 |                                                                             | ISBN 5-02-033868-0     | УДК 811.16(38)  | ББК 81.2-4 Э90  |
| 33     | *orzbotěti — *orzmajati (sę)                            | 623              | 284      | 1500  | 2007 |                                                                             | ISBN 5-02-035689-1     | УДК 811.16(38)  | ББК 81.224 Э90  |
| 34     | *orzmajь — *orzstegajь                                  | 901              | 307      | 1050  | 2008 |                                                                             | ISBN 978-5-02-036286-4 | УДК 811.16/38   | ББК 81.2-4 Э90  |
| 35     | *orzstegati (sę) — *orzъјьti (sę)                       | 368              | 233      | 960   | 2009 |                                                                             | ISBN 978-5-02-036883-5 | УДК 811.16/38   | ББК 81.2-4 Э90  |
| 36     | *orz(ъ)zeleněti/*orz(ъ)zeleniti (sę) — *otъgrěbati (sę) | 419              | 260      | 1000  | 2010 |                                                                             | ISBN 978-5-02-037371-6 | УДК 811.16/38   | ББК 81.2-4 Э90  |
| 37     | *otъgryzati (sę) — *otъpasti                            | 364              | 250      | 900   | 2011 |                                                                             | ISBN 978-5-02-037516-1 | УДК 811.16/38   | ББК 81.2-4 Э90  |
| 38     | *otъpečatati/*otъpečatiti (sę) — *otъtęgnǫti (sę)       | 431              | 248      | 1010  | 2012 |                                                                             | ISBN 978-5-02-037545-1 | УДК 811.16/38   | ББК 81.2-4 Э90  |
| 39     | *otъtęti — *ozgǫba                                      | 242              | 900      | 2014  |      | ISBN 978-5-02-039092-8                                                      | УДК 811.16/38          | ББК 81.2-4 Э90  |                 |
| 40     | *ǫborъkъ — *pakъla                                      | 236              | 650      | 2016  |      | ISBN 978-5-02-039954-9                                                      | УДК 811.16/38          | ББК 81.2-4 Э90  |                 |
| 41     | *pala — *pažьnъ(јь)                                     | 287              | 278, [2] | 300   | 2018 |                                                                             | ISBN 978-5-02-040069-6 | УДК 811.16/38   | ББК 81.2-4 Э90  |
| 42     | *peča — *perzъ                                          | 298              | 343      | 300   | 2021 |                                                                             | ISBN 978-5-02-040878-4 | УДК 811.16/38   | ББК 81.2-4 Э90  |